# Alexandra Alexandrowna Leonowa
Alexandra Alexandrowna Leonowa, geb. Rschewskaja (russisch Александра Александровна Леонова, geb. Ржевская; * 4. September 1964 in Pjatigorsk, Region Stawropol, Russische SFSR, Sowjetunion) ist eine ehemalige russische Basketballspielerin, die für die Sowjetunion startete.
Am 28. September 1988 gewann Alexandra Leonowa bei den Olympischen Spielen 1988 in Seoul mit der sowjetischen Mannschaft die Bronzemedaille.
1987 war Leonowa mit dem sowjetischen Team Europameisterin.
1986, 1987 und 1988 gewann sie mit Dynamo Nowosibirsk die sowjetische Meisterschaft.
1987 und 1988 stand sie mit Dynamo Nowosibirsk im Finale der Euroleague Women.
Seit dem Ende ihrer sportlichen Karriere arbeitet Leonowa im Bundes-Migrationsdienst Russlands (FMS) in Nowosibirsk.

## Privates
Leonowa ist seit 1987 mit Andrej Jurjewitsch Leonow verheiratet. Das Paar hat zwei Töchter, Darja und Jekaterina.